# Do It Like a Dude
Do It Like a Dude ist ein Lied der britischen Sängerin und Rapperin Jessie J. Es wurde am 18. November 2010 als Debütsingle aus ihrem Debütalbum Who You Are ausgekoppelt. Es erreichte Platz zwei im Vereinigten Königreich und Platz elf in Irland.

## Hintergrund
Do It Like a Dude wurde von Jessie J, Kyle Abrahams, Peter Abrahams, George Astasio, Jason Pebworth und Jonathan Shave geschrieben und von Parker & James und The Invisible Men produziert. Nach dem Jessie J das Lied geschrieben hatte, wollte sie es für Rihanna aufnehmen, aber Rihanna wollte, dass Jessie J das Lied als ihren "Mittelfinger in die Industrie" aufnimmt. Rihannas Rude Boy inspirierte Jessie J für das Lied Do It Like a Dude, um es für Rihanna aufzunehmen. Danach sendete Jessie das Lied ihrem Musiklabel Island Records, bevor sie es zu Rihannas Management sendeten. Wegen des Inhalts des Liedes wollte Jessie J Do It Like a Dude nicht als Single veröffentlichen, aber am Ende war sie glücklich.

## Kommerzieller Erfolg

### Chartplatzierungen
Do It Like a Dude debütierte auf Platz 25 in den britischen Singlecharts am 28. November 2010. Nachdem Jessie J BBCs Sound of 2011 gewonnen hatte, erreichte Do It Like a Dude Platz fünf am 9. Januar 2011. Dann erreichte die Single für mehrere Wochen Platz zwei der britischen Charts und wurde von Bruno Mars’ Grenade von der Spitze ferngehalten. Bis heute wurden von der Single im Vereinigten Königreich über 300.000 Einheiten verkauft.
In Irland erreichte die Single Platz elf.
| ChartsChartplatzierungen     | Höchstplatzierung | Wochen |
| ---------------------------- | ----------------- | ------ |
| Deutschland (GfK)            | 41 (10 Wo.)       | 10     |
| Österreich (Ö3)              | 62 (3 Wo.)        | 3      |
| Vereinigtes Königreich (OCC) | 2 (31 Wo.)        | 31     |

| ChartsJahrescharts (2011)    | Platzierung |
| ---------------------------- | ----------- |
| Vereinigtes Königreich (OCC) | 26          |

### Auszeichnungen für Musikverkäufe
| Land/Region                  | Auszeichnungen für Musikverkäufe (Land/Region, Auszeichnung, Verkäufe) | Verkäufe |
| ---------------------------- | ---------------------------------------------------------------------- | -------- |
| Australien (ARIA)            | Platin                                                                 | 70.000   |
| Brasilien (PMB)              | Platin                                                                 | 60.000   |
| Dänemark (IFPI)              | Gold                                                                   | 45.000   |
| Neuseeland (RMNZ)            | Platin                                                                 | 15.000   |
| Vereinigtes Königreich (BPI) | Platin                                                                 | 600.000  |
| Insgesamt                    | 1× Gold · 4× Platin ·                                                  | 790.000  |

Hauptartikel: Jessie J/Auszeichnungen für Musikverkäufe